# Heterocharax
A Heterocharax a sugarasúszójú halak (Actinopterygii) osztályába, a pontylazacalakúak (Characiformes) rendjébe a pontylazacfélék (Characidae) családjába tartozó nem.

## Rendszerezés
A nembe az alábbi 3 faj tartozik:
- Heterocharax leptogrammus
- Heterocharax macrolepis
- Heterocharax virgulatus